# Horacio Del Carlo
Horacio Javier Del Carlo (Firmat, Santa Fe, Argentina, 28 de abril de 1972) es un exfutbolista argentino que jugaba como arquero.

## Trayectoria

### General Belgrano
Del Carlo debutó con la camiseta de General Belgrano en 1995. Jugó con el equipo de Santa Rosa hasta 1996.

### General Paz Juniors
En 1996 viajó a Córdoba, para sumarse a General Paz Juniors. Con Juniors disputó una temporada.

### Argentino de Rosario
En 1997 pasó a Argentino de Rosario. En el equipo rosarino se coronó campeón de la B Metropolitana y obtuvo el ascenso a la B Nacional.

### Ben Hur
En el año 2000 se unió a Ben Hur. Su primer ciclo en el club fue por una temporada. En la temporada 2002/03 volvió al club rafaelino.

### Tiro Federal
En el 2001 pasó a Tiro Federal. En el tigre jugó hasta el 2002.

### Atlético Tucumán
En 2004 se mudó a San Miguel de Tucumán y se sumó a Atlético Tucumán. En el decano tuvo un breve paso.

### Deportivo Madryn
A mediados de 2004 pasó a Deportivo Madryn.

### Aldosivi
En el 2005 pasó a Aldosivi, donde se retiró del fútbol.

## Clubes
| Club                 | País      |
| -------------------- | --------- |
| General Belgrano     | Argentina |
| General Paz Juniors  | Argentina |
| Argentino de Rosario | Argentina |
| Ben Hur              | Argentina |
| Tiro Federal         | Argentina |
| Atlético Tucumán     | Argentina |
| Deportivo Madryn     | Argentina |
| Aldosivi             | Argentina |

## Palmarés
| Título          | Equipo               | País      | Año     |
| --------------- | -------------------- | --------- | ------- |
| B Metropolitana | Argentino de Rosario | Argentina | 1998/99 |